# Polemonium sumushanense
Polemonium sumushanense är en blågullsväxtart som beskrevs av G. H. Liu och Y. C. Ma. Polemonium sumushanense ingår i släktet blågullssläktet, och familjen blågullsväxter. Inga underarter finns listade i Catalogue of Life.